# Campionat brasiler de bàsquet
El campionat brasiler de basquetbol, anomenat en portuguès Campeonato Brasileiro de Basquete, és la principal competició de basquetbol del Brasil. El campionat és organitzat per la confederació brasilera. CBB, i la NLB ("Nossa Liga de Basquete") capitanejada pel que va ser gran jugador Oscar Schmidt.
Entre 1965 i 1989 es va anomenar Taça Brasil de Basquete. Des de 1990 rep l'actual denominació.

## Historial

### Taça Brasil de Basquete
| - 1965 Corinthians - 1966 Corinthians - 1967 Botafogo - 1968 Sírio - 1969 Corinthians - 1970 Sírio - 1971 Bagres/Franca | - 1972 Sírio - 1973 Vila Nova - 1974 Emmanuel/Franca - 1975 Amazonas/Franca - 1976 no es disputà - 1977 Palmeiras - 1978 Sírio | - 1979 Sírio - 1980 Francana - 1981 (1) São José - 1981 (2) Francana - 1982 Monte Líbano - 1983 Sírio - 1984–85 Monte Líbano | - 1985–86 Monte Líbano - 1986 Monte Líbano - 1987 Monte Líbano - 1988–89 Sírio |

### Campeonato Nacional de Basquete
| - 1990 Ravelli/Franca - 1991 Ravelli/Franca - 1992 Cesp/Rio Claro/Blue Life - 1993 Sabesp/Franca - 1994 Pitt/Corinthians | - 1995 Cesp/Rio Claro - 1996 Corinthians/Amway - 1997 Franca/Cougar - 1998 Franca/Marathon - 1999 Franca/Marathon | - 2000 Vasco da Gama - 2001 Vasco da Gama - 2002 Tilibra/Bauru - 2003 COC/Ribeirão Preto - 2004 Unitri/Uberlândia | - 2005 Telemar/Rio de Janeiro - 2006 Cancel·lat - 2007 Universo/Brasília - 2008 Flamengo |

### Nossa Liga de Basquete (No oficial)
El 2006 el campionat brasiler, organitzat per la Confederació Brasilera de Basquetbol (CBB), fou cancel·lat per una disputa legal entre la CBB i la Nossa Liga de Basquetebol (NLB). Winner/Limeira fou el campió de la NLB.
- 2006  Winner/Limeira

### Novo Basquete Brasil
- 2009  Flamengo
- 2009–10  Universo/BRB/Converse
- 2010–11  UniCEUB/BRB/Brasília
- 2011–12  UniCEUB/BRB/Brasília
- 2012–13  Flamengo
- 2013–14  Flamengo
- 2014–15  Flamengo
- 2015–16  Flamengo
- 2016–17  Gocil/Bauru Basket